# Григрево (Смоленская область)
Григрево — деревня в Вяземском районе Смоленской области России. Входит в состав Относовского сельского поселения. Население — 4 жителя (2007).
Расположена в восточной части области в 10 км к западу от Вязьмы, в 2 км южнее автодороги М1 «Беларусь», на берегу реки Новоселка. В 1,5 км южнее деревни расположена железнодорожная станция Ждановка на линии Москва — Минск.

## История
В годы Великой Отечественной войны деревня была оккупирована гитлеровскими войсками в октябре 1941 года, освобождена в марте 1943 года. 